# Dorn (desková hra)
Dorn je desková hra od nakladatelství Altar pro dva až šest hráčů. Jeden hráč představuje nekromanta Zorkala, který se chystá provést démonický rituál a tak zničit pokojné město Argos. Ostatní hráči představují pětici hrdinů, kteří mu v tom mají zabránit, ovšem k tomu se musejí utkat s nestvůrami, které Zorkal každý tah vyvolává.

## Cíl hry
Zorkal vyhraje, když shromáždí do rituální místnosti dostatečně mnoho nestvůr a tři kola ji udrží zaplněnou. Vyhraje též, pokud se mu podaří pobít všechny hrdiny, protože pak mu již nikdo nemůže v zaplnění místnosti zabránit.
Hrdinové vyhrají, když zabijí Zorkala. K tomu musí nejprve přinést tři z šesti artefaktů do rituální místnosti, tím otevřít Bránu Osudu, za kterou se Zorkal skrývá a přemoci jej v souboji.

## Soubojový systém
Každý hrdina i nestvůra má uvedenu pohyblivost, počet životů a počet útoků. Strana, která je na tahu, nejprve svými tvory pohne o povolený počet polí a poté každý tvor může na své sousedy vyhlásit tolik útoků, kolik jich má ve svých vlastnostech. Útok zraní cíl za jeden život, ovšem každý hrdina automaticky vykryje v každém kole jeden z útoků.
Tento jednoduchý systém je ovšem obohacen schopnostmi, které hrdinové mají: někteří hrdinové mohou seslat kouzla (uzdravení souseda, ochromení všech blízkých nestvůr apod.), jiní mají kryt navíc, schopnost lukem zranit nestvůru až 4 pole vzdálenou, léčit sami sebe nebo např. zranit kruhovým sekem několik nestvůr najednou. Za některé schopnosti se platí ztrátou jednoho života, jiné jsou proveditelné, jen když se hrdina celé kolo nepohnull.
Některé nestvůry mají též zvláštní schopnosti, například mumie svým útokem oběť na jedno kolo ochromí (nemůže se pohybovat, útočit ani kouzlit), upír se umí proměnit v netopýra (pohne se o více políček, ale nemůže útočit), kostlivec útočí píkou na vzdálenost dvě apod.
Hrdinové mají tři až sedm životů a na první úrovni jeden útok. Nestvůry mají jeden až dva životy a jeden (případně dva) útoky. Je jich osm různých druhů, čtyři z nich (tzv. silné nestvůry) je náročnější vyvolat.

## Úrovně
Zorkal i hrdinové začínají na první úrovni. Hrdinové postoupí na vyšší úroveň podle počtu pobitých nestvůr, Zorkal k tomu používá kapky krve, které získá, kdykoli hrdina ztratí život. Maximální možná úroveň je třetí. Úroveň umožňuje používat další schopnosti a ovlivňuje též pohyblivost a počet životů a útoků. Totéž platí pro Zorkala, který na vyšší úrovni může vyvolat více nestvůr.

## Další herní prvky
- Předměty mohou hrdinové sebrat a použít v boji (lektvar uzdravení, samostříl schopný zranit nestvůru apod.)
- Teleporty umožní hrdinovi či nestvůře projít na opačný konec mapy.
- Ve fontánách si hrdinové mohou doléčit životy.
- Na okrová pole nestvůry nemohou vstoupit ani útočit.
- Každý hrdina si vylosuje jednu kartu požehnání, drží ji před spoluhráči v tajnosti a jednou za hru ji smí použít (například "zabij libovolnou blízkou nestvůru", "vyměň si místo se spoluhráčem" nebo "v tomto tahu máš vyšší pohyblivost").
- Podobně Zorkal si vylosuje šest karet temných rituálů, které hráčům neodhalí a může je sesílat za kapky krve. Příkladem rituálů je "Krysy mají do konce hry vyšší pohyblivost", "Vedle každé silné nestvůry se ihned objeví náhodná slabá nestvůra", "Hrdinové se do konce hry nemohou léčit ve fontánách a naopak nestvůry mohou" apod.

Hráči si na začátku sestaví družinu pěti z deseti možných hrdinů, nebo si ji náhodně nalosují.

## Rozšíření
Rozšíření Dorn: Kostějův věčný návrat přináší nové temné příšery, schopnosti pro artefakty, úkoly jak pro dobrou tak pro temnou stranu, nové hrdiny a nového pána Dornu.